# Dieter Wiesmann

Dieter Wiesmann (1974)

Dieter Wiesmann bei seiner Arbeit als Apotheker in Schaffhausen (1974)

Dieter Wiesmann (1974)

Dieter Wiesmann (* 5. Mai 1939 in Schaffhausen; † 23. September 2015) war ein Schweizer Liedermacher.

## Leben
Dieter Wiesmann war der Sohn des Apothekers und Orchesterleiters Fritz Wiesmann. Er war Mitglied der Pfadfinder. Nach der Matura studierte er Pharmazie und arbeitete nebenbei beim Schweizer Fernsehen als Moderator und Redaktor. Unter anderem synchronisierte und überarbeitete er Geschichten für das Kinderfernsehprogramm. Zudem war er beim Radio tätig. 1983 war er Mitbegründer des Schaffhauser Lokalradiosenders Radio Munot.
Zwischen 1974 und 1999 gab Dieter Wiesmann über 2000 Konzerte und veröffentlichte elf Alben. 1980 machte er eine Tournee im ersten rollenden Eisenbahntheater der Welt. 1989 wurde ihm eine Goldene Schallplatte für das Kinderlieder-Album Matthias verliehen. Produziert wurde es von Reinhard Mey.
Seine Karriere als Chansonnier beendete Wiesmann 1999. Anlässlich seines 65. Geburtstags gab er am 5. und 12. Mai 2004 im Stadttheater Schaffhausen nochmals zwei Konzerte.
Hauptberuflich war er Mitinhaber der Zentralapotheke in Neuhausen am Rheinfall. Zusammen mit seinem Geschäftspartner Patrick Gschwend beschäftigte er 15 Mitarbeiterinnen. Dieter Wiesmann wohnte in Zürich und war heimatberechtigt in Neunforn.

## Werk
Wiesmann schrieb weit über hundert Lieder, meistens im Schaffhauser Dialekt. Beispiele für Lieder in der Standardsprache sind die Lovestory zwischen der Geig' und der Flöten und das Höhlenopus (Immer nur Gras).
Wiesmann zeichnete sich in seinem Schaffen als exakter Beobachter aus. Er versuchte, sein Umfeld auf amüsante und zum Teil nutzlose Art zu beschreiben. So berichtete er etwa bei der Einstellung des Schaffhauser Trambetriebs wie ein Kunstexperte darüber, dass die Heizungsabdeckung dasselbe (altmodische) Muster aufweise wie ein Teil der Eingangstreppe und man allein schon deshalb die Schliessung bedauern müsse.
Seine Lieder handeln oft vom individuell empfundenen und formulierten Unbehagen gegenüber der Gesellschaft, so zum Beispiel (Normal).

### Liebeslieder
In zahlreichen Liedern Wiesmanns geht es um die Liebe. Er beschreibt das Älterwerden der Liebe (Aus Stunden werden Jahre, Mehr als 20 Jahre – hoffentlich nochmals 20 Jahre) die käufliche Liebe (Eine Verzweiflungsliebe), Sommerliebe oder das Einsamsein (Manchmal streichelt sie sich selbst).

### Wichtigste Lieder
Sein Lied Blos e chlini Stadt wurde zur Hymne seiner Heimatstadt Schaffhausen. Das Lied entstand Ende der 1960er-Jahre für ein Cabaret. Es wird immer zum Tagesausklang kurz vor Mitternacht auf Radio Munot gespielt. Ebenfalls sehr bekannt – zumindest in der Ostschweiz – ist das Lied Tuusigfüessler Balthasar, das auf Wiesmanns einziger Kinderplatte Matthias erschien.

## Diskographie

### Solo
- Momoll, 1970
- Und überhaupt
- Matthias, 1977
- Live im Schützenstübli, 1978
- Unterwegs
- Danke, uusgezeichnet, 1982
- Nomoll, 1986
- Gesammelte Werklein („Best of“), 1990
- Roti Socke (begleitet von Georg Della Pietra), 1990
- Gäge de Strom, unplugged (begleitet von Georg Della Pietra), 1994
- Schluss-Akkord (begleitet von Georg Della Pietra), 1998

### Mit denDachkammersängern
- Dachbudenplausch
- Landstrassenplausch
- Plausch Nr. 3

## Liederbücher
- De Tuusigfüessler Balthasar. Ein Bilderliederbuch, illustriert von Gret Kuhn. Zytglogge Verlag, Gümligen 1998, ISBN 3-7296-0561-5.
- Momoll. Liederbuch, enthält die Lieder von "Momoll" und "Und überhaupt". Voggenreiter Verlag, 1977, ISBN 3-8024-0051-8.
- Gäge de Strom. Liederbuch, enthält die Lieder von "Gäge de Strom".